# Isavija

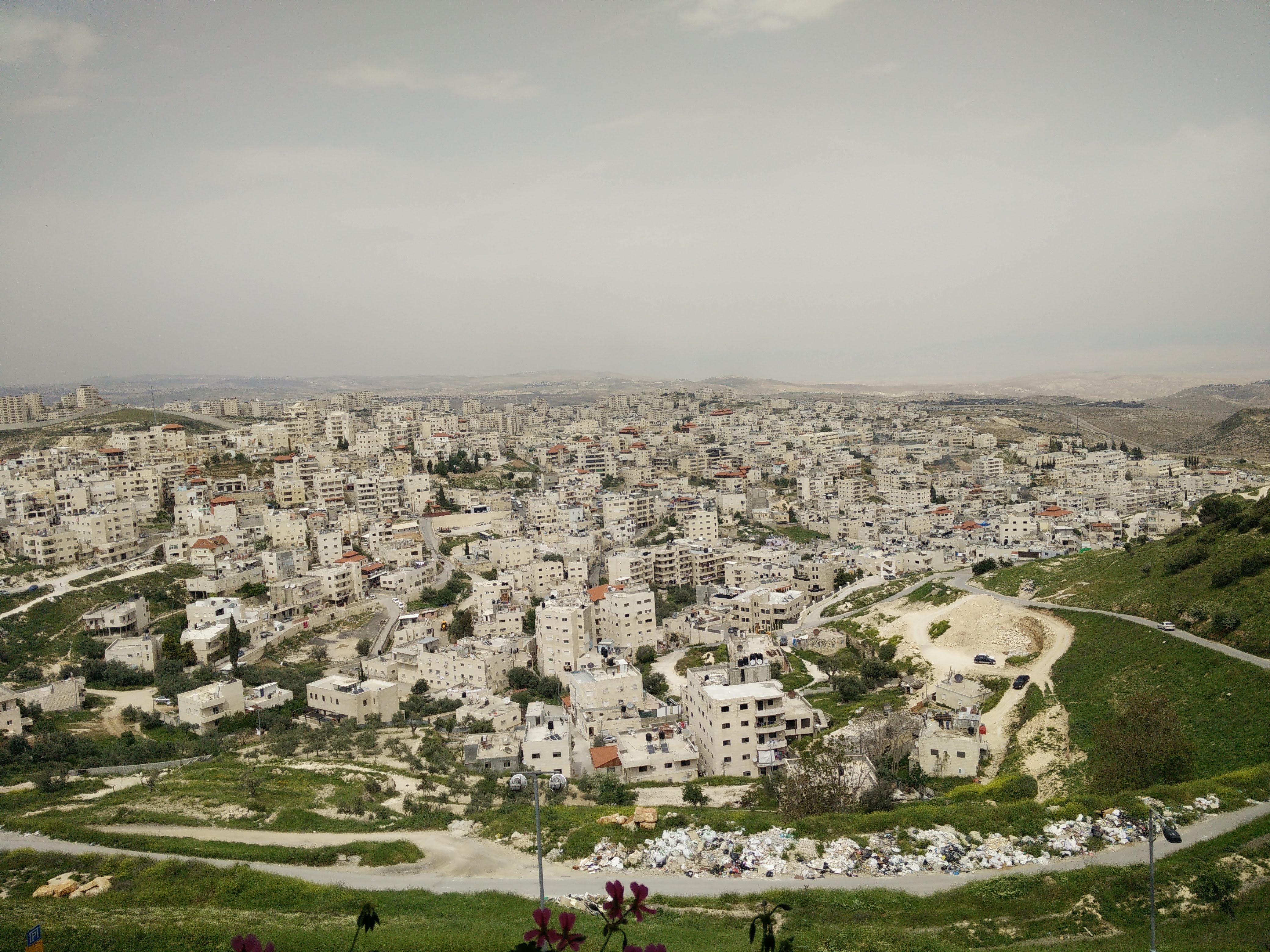
Pohled na Isaviju z vrchu Skopus

Isavija nebo al-Isavija (hebrejsky: עיסאוויה, arabsky: العيساوية) je arabská čtvrť ve východní části Jeruzaléma v Izraeli, ležící zčásti ve Východním Jeruzalému, tedy v části města, která byla okupována Izraelem v roce 1967 a začleněna do hranic Jeruzaléma, zčásti v izraelské demilitarizované enklávě existující v letech 1948–1967.

## Geografie
Leží v nadmořské výšce cca 750 metrů, cca 2 kilometry severovýchodně od Starého Města. Na západě s ní sousedí areál Hebrejské univerzity, na severozápadě židovské čtvrti ha-Giva ha-Carfatit (Francouzský vrch) a Cameret ha-Bira, na severu leží arabská čtvrť Šu'afat. Nachází se na severovýchodním svahu hory Skopus. Terén směrem k východu rychle klesá do vádí Nachal Og a začíná zde Judská poušť. Dál k východu se nacházejí hranice města Jeruzalém, podél kterých přibližně probíhá Izraelská bezpečnostní bariéra. Ta odděluje některá arabská sídla ležící vně města, například al-Za'im nebo 'Anata. Údolím Nachal Og vede po okraji čtvrtě dálnice číslo 1. Isavija sestává z několika místních částí, například Mahdžarat Atma nebo Bitana.

## Dějiny
Jméno lokality je odvozeno od Ježíše (arabsky Issa). Podle legendy sem Ježíš uprchl a skrýval se před římskými vojáky. Nachází se tu mnoho pohřebních jeskyň z doby druhého chrámu a lokalita bývá ztotožňována se starověkým židovským kněžským městem Nov. Vesnice byla roku 1948 jako výsledek první arabsko-izraelské války respektive dohod o příměří z roku 1949 z větší části začleněna do demilitarizované enklávy pod kontrolou Izraele, do níž spadal i areál kostela a nemocnice Augusta Victoria a Hebrejská univerzita na hoře Skopus. Existence izraelské enklávy obklopené teritoriem pod kontrolou Jordánska a zároveň přítomnost arabské populace v této enklávě byla v letech 1948–1967 předmětem častých sporů a konfrontace mezi vojáky a vesničany. Po roce 1967 byla enkláva zrušena a vesnice postupně přerůstá i mimo její plochu. V současnosti má Isavija 10 000 obyvatel, kteří zejména patří do čtyř velkých místních klanů: Chamdan, Darviš, Abid a Abu Achumas.

## Demografie
Plocha této městské části dosahuje 2394 dunamů (2,394 kilometru čtverečního). V roce 2000 tu žilo 9966 a v roce 2002 10 703 obyvatel.